# Гертнит
Гертнит (норв. и исл. Hertnit, Hertnið, шв. Herding, Herdink, лат. Hervitus, нем. Hartnid) — легендарный конунг Русиланда в «Саге о Тидреке Бернском», созданной во второй половине XIII века с использованием легенд и сказаний, проникавших в Норвегию с территории Германии.
Возможно есть определённое сходство образа конунга Гертнита с образом Ортнита, легендарного короля ломбардов (лангобардов) — героя немецкой поэмы XIII века «Ортнит», написанной по аналогичным героическим песням и сказаниям. Однако, в норвежской «Саге о Тидрике Бернском» имя «Ортнит» встречается отдельно от «Гертнит» — его носит брат Аттилы, сын Озида (здесь конунга Фрисландии).
Первоначально Русиландом правили два брата Гирдир (Hirðír) и Гертнит. В это время возвысилось соседнее царство Вилкиналанд (по версии саги — Швеция или вся Скандинавия), возглавляемая конунгом Вилькином (Vilkinus). Конунг Вилькин, отличавшийся особой воинственностью, подчинил себе все северные страны и пошёл войной на Русиланд. Вскоре Вилькин победил русов, при этом конунг Гирдир погиб, а конунг Гертнит смирился с поражением и клятвенно обязался платить дань.
Спустя некоторое время могущественный Вилькин умер, и Гертнит освободился от клятвы, данной Вилькину. Собрав большое войско Гертнит пошёл войной на Нордиана, сына Вилькина, победил его и самого обязал платить дань. В саге сообщается, что Нордиан правил в Скандинавии (или в Швеции), а Вилькиналанд стал частью державы Гертнита. Перед смертью Гертнит разделил свои владения между тремя сыновьями: старший Озантрикс (Ósantrix) получил Вилькиналанд, младший Вальдимар (Valdimarr) Русиланд и Пулиналанд, а сын наложницы Илиас стал ярлом Греции.
В саге также упоминается младший брат Вальдимара — Ирон, правивший во время войны с гуннами в Смоленске (Smálenzkju), и назначенный Аттилой правителем (на правах данника-вассала) в Хольмгарде, вместо погибшего Вальдимара. Ирон, вероятно, «неучтённый» сын Гертнита.